# 1033
| Calendário gregoriano                                                        | 1033 MXXXIII                                          |
| Ab urbe condita                                                              | 1786                                                  |
| Calendário arménio                                                           | 482 – 483                                             |
| Calendário bahá'í                                                            | -811 – -810                                           |
| Calendário budista                                                           | 1577                                                  |
| Calendário chinês                                                            | 3729 – 3730 Início a 2 de fevereiro (aproximadamente) |
| Calendário copta                                                             | 749 – 750                                             |
| Calendário etíope                                                            | 1025 – 1026                                           |
| Calendários hindus - Vikram Samvat - Calendário nacional indiano - Cáli Iuga | 1088 – 1089 954 – 955 4133 – 4134                     |
| Calendário Holoceno                                                          | 11033                                                 |
| Calendário islâmico                                                          | 424 – 425                                             |
| Calendário judaico                                                           | 4793 – 4794                                           |
| Calendário persa                                                             | 411 – 412                                             |
| Calendário rúnico                                                            | 1283                                                  |
| Calendário solar tailandês                                                   | 1576                                                  |

1033 (MXXXIII, na numeração romana) foi um ano comum do século XI do Calendário Juliano, da Era de Cristo, e a sua letra dominical foi G (52 semanas), teve início numa segunda-feira e terminou também numa segunda-feira.
No território que viria a ser o reino de Portugal estava em vigor a Era de César que já contava 1071 anos.
| Ano completo                         |
| ------------------------------------ |
| Ano comum com início à segunda-feira |

## Eventos
- Espalha-se o pânico na França pelo medo do fim do mundo, por se tratar do suposto 1000º aniversário da crucificação de Jesus Cristo, devido ao clima agreste.
- Mértola torna-se num reino dependente do Reino de Córdova.
- Nascimento do sobrenome Brito que tem raízes originárias na vila de Brito, com Dom Hero de Brito.

## Nascimentos
- Santo Anselmo, Arcebispo da Cantuária e filósofo medieval. (data aproximada)
- Ralph Nominoe Ricson, Patriarca da cruel família Ricson.